# جائزة ألمانيا الكبرى للدراجات النارية 2001
جائزة ألمانيا الكبرى للدراجات النارية 2001 هو سباق دراجات نارية أقيم بتاريخ 22 يوليو 2001. كان الجولة التاسعة من أصل 16 في سباق الجائزة الكبرى للدراجات النارية موسم 2001. فاز الإيطالي ماكس بياجي بفئة 500 سي سي بينما جاء الإسباني كارلوس تشيكا في المركز الثاني وحصل على المركز الثالث الياباني شينيا ناكانو.

## وصلات خارجية
- الموقع الرسمي